# Наши последние дни
«Наши последние дни» — австралийская мелодрама режиссёра Джиллиан Армстронг.

## Сюжет
Викки возвращается в дом своей старшей сестры Бет в Австралии после романа в Италии. Бет, у которой есть дочь-подросток, вступила в фиктивный брак с Френчманом, и её сомнительные методы вызывают трения в семье, оттеняемые ленью и беззаботностью Викки.

## В ролях
- Лиза Хэрроу — Бет
- Бруно Ганц — Джи Пи
- Керри Фокс — Викки
- Миранда Отто — Энни
- Лекс Маринос — Анджело

## Награды и номинации
- 1992 — премия «AFI Award» в категории «Лучшая актриса» (Лиза Хэрроу) и 10 прочих номинаций.
- 1992 — номинация на премию «Золотой медведь» Берлинского кинофестиваля (Джиллиан Армстронг)[1].
- 1993 — номинация на премию «Film Critics Circle of Australia Awards» в категории «Лучшая актриса второго плана» (Миранда Отто).